# Synaptola pubiventris
Synaptola pubiventris là một loài bọ cánh cứng trong họ Cerambycidae.